# Juan Font i Giralt

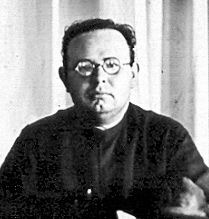
Juan Font i Giralt

Juan Font i Giralt (Gerona, 4 augustus 1899 - tussen Banyoles en Olot, 17 augustus 1936) was een Catalaans priester en esperantist.
Font volgde het seminarie in Gerone. Hij werd tot priester gewijd in 1924 en was daarna onderwijzer aan het seminarie bij het Mariaheiligdom Santa Maria de Collell. Later nam hij daarnaast ook de zorg voor de dichtbijgelegen parochie van Torn op zich. Tijdens zijn studie aan het seminarie kwam Font in contact met een van zijn docenten, de priester Josep Casanovas i Genover (1884-1965). Deze leraar was behalve docent Latijn ook een enthousiast esperantist, die actief was in de groep "Ĝirona Espero". Casanovas richtte aan het seminarie een esperantogroep voor jongeren op, de "Studenta Juneco". Hierdoor leerde Font al als seminarist esperanto.
Vanaf de jaren twintig zette Font zich in voor de esperantobeweging. De Franse en Nederlandse secties van de Internacia Katolika Unuiĝo Esperantista kandideerden Font op het congres in Assisi in 1927 als voorzitter. Tussen 1932 en 1934 was Font ad interim-redacteur van het tijdschrift Espero Katolika. Toen hield zijn bemoeienis met het tijdschrift op. Hij was inmiddels ernstig ziek. Op 29 december 1934 werd hij in Barcelona geopereerd, waar hij bleef tot eind februari 1935. Hierna keerde hij terug naar het seminarie in Collell.
Nadat in juli 1936 de militaire staatsgreep tegen de volksfrontregering mislukte, brak de Spaanse Burgeroorlog uit. Font bleef bij zijn parochianen, ondanks de onzekere situatie en het risico van vervolging. Met Maria-Tenhemelopneming (15 augustus) 1936 werd Font gearresteerd door het plaatselijke volkscomité en naar Cellent vervoerd. Onderweg, van Banyoles naar Olot, werd hij vermoord. Getuigenverklaringen over de precieze toedracht zijn niet eensluidend. Het oudste verslag dateert van 1937 en verhaalt van een moord op Font door matrozen op 17 augustus 1936 op weg van Collell naar Gerona. Daarbij zouden zij zijn handen hebben afgehakt en het lijk hebben verbrand.